# Municipio de Allens Grove (Iowa)
El municipio de Allens Grove (en inglés: Allens Grove Township) es un municipio ubicado en el condado de Scott en el estado estadounidense de Iowa. En el año 2010 tenía una población de 1022 habitantes y una densidad poblacional de 14,22 personas por km².

## Geografía
El municipio de Allens Grove se encuentra ubicado en las coordenadas 41°42′41″N 90°43′54″O / 41.71139, -90.73167. Según la Oficina del Censo de los Estados Unidos, el municipio tiene una superficie total de 71.88 km², de la cual 71,2 km² corresponden a tierra firme y (0,94 %) 0,68 km² es agua.

## Demografía
Según el censo de 2010, había 1022 personas residiendo en el municipio de Allens Grove. La densidad de población era de 14,22 hab./km². De los 1022 habitantes, el municipio de Allens Grove estaba compuesto por el 98,63 % blancos, el 0,49 % eran afroamericanos, el 0,1 % eran amerindios, el 0,2 % eran de otras razas y el 0,59 % eran de una mezcla de razas. Del total de la población el 0,88 % eran hispanos o latinos de cualquier raza.